# Iván Otero Yugueros
Iván Otero (Oviedo, 16 d'abril de 1977) és un exfutbolista asturià, que jugava com a defensa.
Otero es va formar a les categories inferiors de l'Sporting de Gijón. Puja al primer equip a la 97/98, en la qual hi disputa 15 partits a la màxima categoria. Després del descens sportinguista, el defensa no va comptar massa a Gijón, tot i l'acceptable paper que hi va realitzar la 99/00 al Getafe CF.
Sense lloc a l'Sporting, Otero va seguir la seua carrera en equips de Segona B, com el CD Ourense, el Zamora CF o la Cultural Leonesa.